# Urban Trad
Urban Trad je belgická folková kapela, jejíž projev je směsí moderně pojatých keltských rytmů a rocku. V roce 2000 ji založil Yves Barbieux a od té doby neustále roste její popularita jak v Belgii, tak i mimo ni. V roce 2003 kapela obsadila na Eurovision Song Contest 2. místo (pouze 2 body za tureckou Sertab Erener) s písní „Sanomi“, zpívanou imaginárním jazykem.
Po vydání alba Kerua odešli ze skupiny Dider Laloy a Marie-Sophie Talbot, naopak sestavu obohatila charismatická harmonikářka Sophie Cavez.

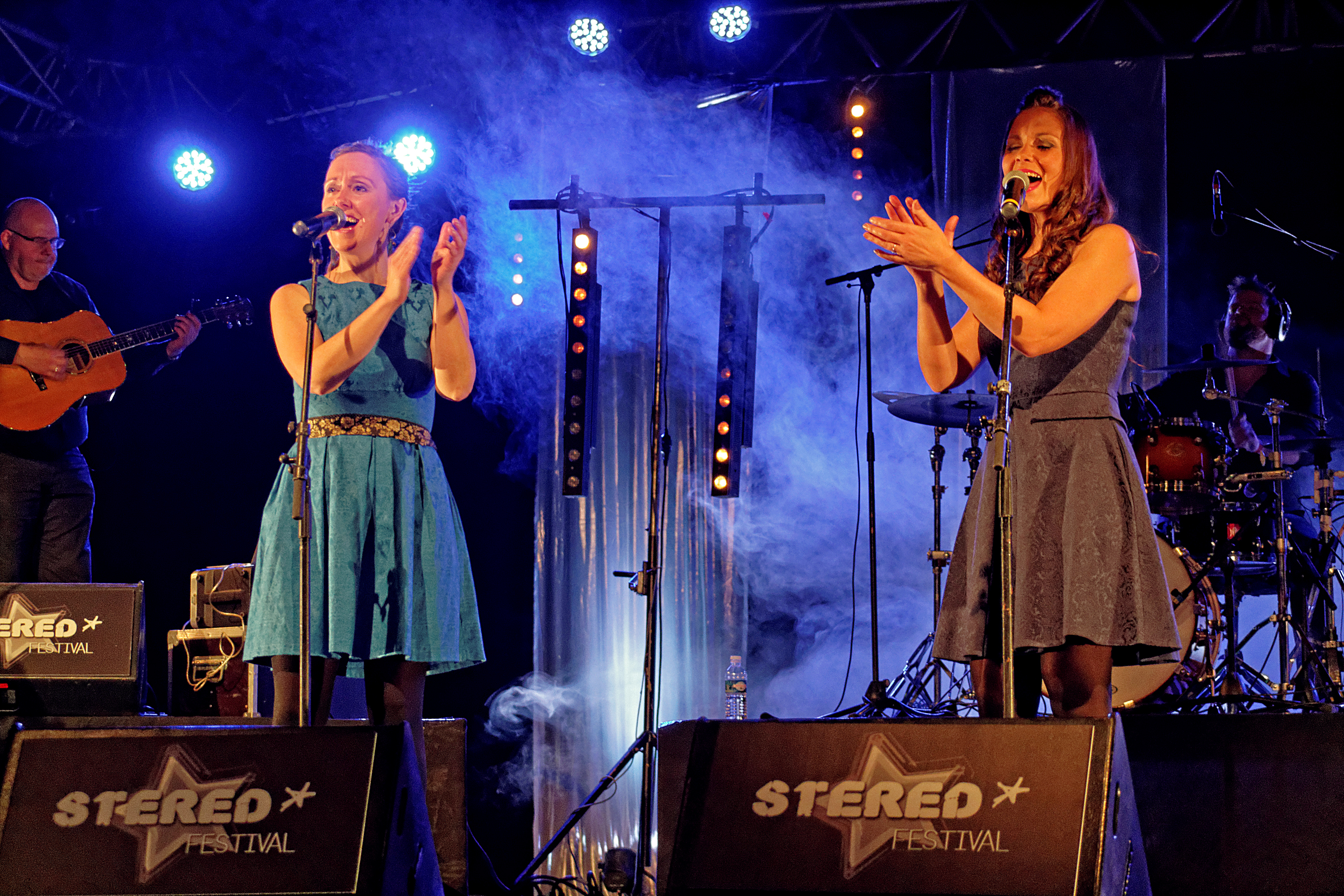
Soetkin Collier & Veronica Codesal 2015

## Členové kapely
- Yves Barbieux - flétny, dudy
- Cédric Waterschoot - basová kytara
- Dirk Naessens - housle
- Michel Morvan - bicí
- Philip Masure - kytara
- Soetkin Collier - zpěv
- Véronica Codesal - zpěv
- Sophie Cavez - akordeon

## Diskografie
- One o four (2001)
- Kerua (2003)
- Elem (2004)
- Erbalunga (2007)